# Svanestierna
Svanestierna var en svensk adelsätt från Östergötland.

## Historik
Ätten Svanestierna förste kände stamfader är militären Louis de Davane i Östra Ryds socken, Östergötlands län. Han adlades 30 januari 1646 till Svanestierna och introducerades i Sveriges Riddarhus som nummer 348. Svanestierna fick flera barn, varav sonen Alexander Svanestierna blev löjtnant vid Smålands ryttare. Släkten är utdödd eller har återgått till bondeståndet.